# Strachanognathidae
Famille
Synonymes
Cornuodontidae Stouge, 1984
Strachanognathidae est une famille éteinte de conodontes.

## Genres
- †Belodella
- †Cornuodus
- †Decoriconus
- †Pseudooneotodus
- †Scabbardella
- †Scalpellodus
- †Scolopodus Pander, 1856
- †Strachanognathus